# Râul Erimanthos
Erimanthos (în limba greacă Ερύμανθος) este un râu în vestul peninsulei Peloponez din Grecia. Izvorul său se află în partea de SV a muntelui omonim. În parcursul său traversează un sector de chei, satele Kertezi și Tripotamo. Se varsă în Alfios. Pe o lungime de 9 km se poate practica raftingul. Sezonul ideal pentru acest sport este ianuarie-mai. Dificultatea traseului este III +(IV) (mediu-dificil). 